# Bravo! Literatura & Futebol
Bravo! Literatura & Futebol foi uma edição especial da revista Bravo! publicada em 2010 pela editora Abril. Organizado pelo jornalista João Gabriel de Lima e editado por Marcelo Moutinho, o especial é uma antologia de crônicas e poesias sobre futebol, com autores como Edilberto Coutinho, Sérgio Sant'Anna, Rubem Fonseca, Nelson Rodrigues e Clarice Lispector, entre outros, em um total de 18 textos. O cartunista Ricardo Soares foi responsável por fazer as caricaturas de todos os autores publicados, o que fez com que, em 2011, a antologia ganhasse o Troféu HQ Mix na categoria "melhor publicação de caricaturas".